# Małgorzata Michałowska Kurozwęcka
Małgorzata Michałowska Kurozwęcka, herbu Poraj, (ur. ok. 1400, zm. 1435) – kasztelanowa przemyska.

## Życiorys
Pochodziła z rodziny najwyższych dostojników świeckich ówczesnej Polski, Kurozwęckich. Była córką Mikołaja z Michałowa i Kurozwęk, będącego m.in. wojewodą sandomierskim, wnuczką Krzesława Kurozwęckiego, kasztelana sandomierskiego oraz prawnuczką Dobiesława Kurozwęckiego – z Kurozwęk i z Chodowa.
Przed 1420 roku z Małgorzatą Michałowską wziął ślub Mikołaj Kmita z herbu Szreniawa, z Wiśnicza, Sobienia i Dubiecka (zm. ok. 1447). Z tego małżeństwa synami byli: Dobiesław Kmita (zm. 1478), wojewoda sandomierski i lubelski i Jan Kmita (zm. 1458/1460) kasztelan przemyski i kasztelan lwowski. Miała również pasierba, Mikołaja Kmitę z Dubiecka (zm. 1439-1441), ożenionego z Małgorzatą Buczacką - kasztelanową kamieniecką.